# Shake Weight
Le Shake Weight est un haltère modifié qui vibre, prétendument pour augmenter les effets de l'exercice. En raison de la nature perçue comme sexuellement suggestive du produit, les clips d'infopublicité de l'appareil d'exercice sont devenus viraux.
Une étude de 2011 dans Consumer Reports indique que pour les exercices des pectoraux, des épaules et des triceps, les exercices avec le Shake Weight sont inférieurs aux exercices conventionnels ciblant les muscles individuellement. Pour les biceps, les résultats étaient similaires. De plus, il a été constaté que les routines de Shake Weight brûlent moins de calories que la marche à 5 km/h.

## Spécifications
Le Shake Weight a une version pour femmes et une pour hommes, bien qu'il ait été initialement commercialisé comme un produit "spécifiquement conçu pour les femmes".
La version féminine pèse 2,5 livres (1,133980925 kg). La version masculine est deux fois plus lourde à 5 livres (2,26796185 kg).

## Réception
Le Shake Weight a attiré l'attention populaire et a été parodié en raison de son utilisation, qui implique l'apparence de pomper un objet phallique. À la suite de son lancement en juillet 2009, des clips de l'infopublicité du Shake Weight sont rapidement devenus viraux. Le clip sur YouTube a été vu plus de 4 000 000 de fois. Lorsque Emma Stone a visité Jimmy Kimmel Live! en septembre 2010 et que l'animateur Jimmy Kimmel lui a demandé si elle avait entendu parler de "cette grande invention", sa réaction spontanée a été "c'est pratiquement pornographique !". La publicité pour le Shake Weight a également été parodiée par Saturday Night Live, The Daily Show, Two and a Half Men, South Park, Regular Show, A Very Harold & Kumar 3D Christmas, RuPaul's Drag Race, Deadpool, et Thor : Ragnarok,.